# Estación de Zafra
Zafra es una estación ferroviaria situada en la ciudad española homónima, en la provincia de Badajoz, comunidad autónoma de Extremadura. Cuenta con servicios de Media Distancia. La estación cumple también funciones logísticas, disponiendo de una amplia playa de vías para labores de clasificación.
Las instalaciones, inauguradas a finales del siglo XIX, han pasado a lo largo de su historia por manos de varios operadores. La estación constituye un nudo ferroviario en el que confluyen tres líneas: Mérida-Los Rosales, Zafra-Huelva y Zafra-Jerez de los Caballeros. A pesar de estar situada en la confluencia de varias líneas de ferrocarril, su posición tiene una relevancia menor dentro de la red ferroviaria española debido principalmente a tres factores: el uso de otras rutas alternativas, el hecho de que algunos trazados no transporten pasajeros y, por último, el no ser paso de trenes de largo recorrido.

## Situación ferroviaria
La estación, situada a 521 metros de altitud, forma parte de los trazados de las siguientes líneas férreas:
- Línea férrea de ancho ibérico Mérida-Los Rosales, punto kilométrico 65,2.[2]
- Línea férrea de ancho ibérico Zafra-Huelva, punto kilométrico 0,0.[2]
- Línea férrea de ancho ibérico Zafra-Jerez de los Caballeros, punto kilométrico 0,0.[2]

Esta última línea es utilizada exclusivamente por trenes de mercancías. Todos los trazados son de vía única sin electrificar.

## Historia
Antes de ser punto de partida de dos líneas férreas, en un principio Zafra fue una estación pasante de la línea que buscaba unir Extremadura con Andalucía. Es así como el 3 de junio de 1879, Manuel Pastor y Landero, ingeniero de caminos que logró la concesión en 1869, abría el tramo entre Zafra y Mérida. Ante las dificultades que sufría para continuar con las obras, en julio de 1880 decidió vender la concesión a la compañía MZA. Sin embargo, llegó también a un acuerdo con la llamada «Compañía de los Ferrocarriles Extremeños», formada por acreedores del propio Pastor y Landero, lo que daría lugar a una larga batalla legal entre ambas empresas. Finalmente, MZA acabó pactando con los «Ferrocarriles Extremeños» y, previo pago, se quedó con la línea, concluyéndola en 1885.
El 1 de enero de 1889 otra compañía, conocida inicialmente como la Zafra-Huelva Company —debido al capital inglés que la puso en funcionamiento—, logró completar el trazado entre Zafra y Huelva. A este recorrido se le unió, a finales de 1936, otro cuyo final era Portugal pero que nunca pasó de Jerez de los Caballeros. A pesar de los múltiples intentos de MZA por hacerse con la Zafra-Huelva Company, y a pesar de que la misma nunca gozó de una buena salud económica, todas sus ofertas fueron rechazadas. La pequeña compañía solo desapareció cuando se instituyó la nacionalización del ferrocarril en España en 1941 y se creó RENFE, que absorbió todas las compañías privadas, incluyendo la propia MZA. Bajo RENFE, los servicios ferroviarios se centralizaron en la antigua estación de MZA. 
Desde el 31 de diciembre de 2004, Renfe Operadora explota las líneas mientras que Adif es la titular de las instalaciones ferroviarias.

## La estación

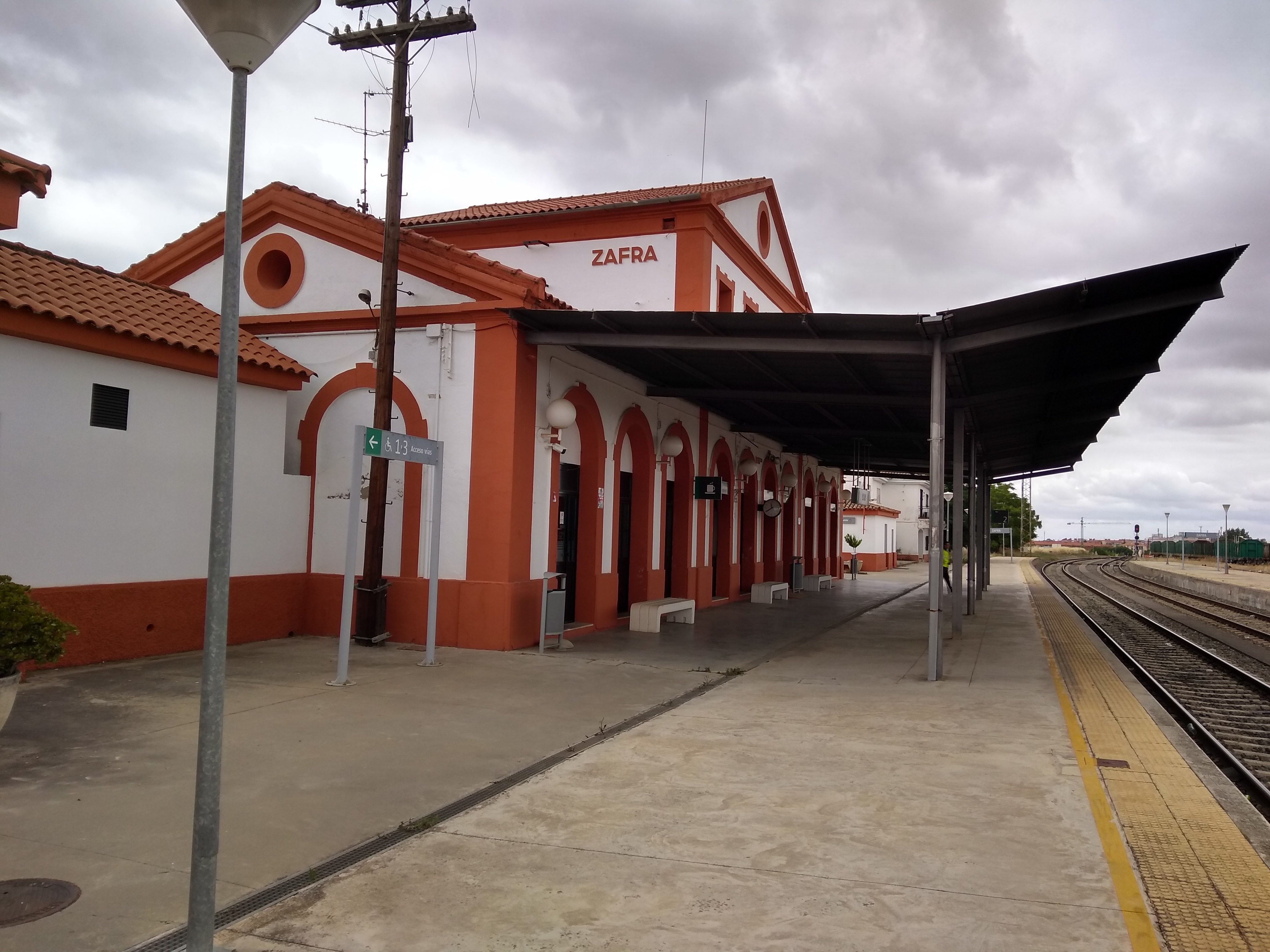
Vista de la estación y el andén principal, en junio de 2020.

El complejo ferroviario se encuentra situado al sur del municipio, alejado del centro urbano. 
El edificio para viajeros está formado por un cuerpo central de dos plantas y dos anexos laterales de menor altura. Una marquesina adosada al propio edificio cubre parcialmente el andén lateral mientras el otro andén central carece de protección. A ambos acceden la vía 2 (andén lateral) y las vías 1 y 3 (andén central). Estas vías son las usadas por el tráfico de viajeros pero la estación cuenta con muchas más. En paralelo a la vía 3 y alejándose del edificio principal se encuentran las vías 5, 7 y 9. A toperas concluyen las vías 4, 6, 8, 11 y 13. Por último existe otro haz de vías numerado de la 10 a la 22 siguiendo un orden correlativo que obvia las impares, que se sitúa algo más lejos del entramado principal y que se relaciona con la antigua estación de Zafra, y cuyas vías son todas terminales ya que iban unidas al trazado Zafra-Huelva. En total la extensa playa de vías reúne 18 vías numeradas.

## Servicios ferroviarios

### Media Distancia
Únicamente efectúa parada un tren MD por sentido que permite conexiones directas con Madrid, Plasencia, Cáceres, Mérida o Sevilla. También circula una rama de este MD entre Zafra y Huelva, aunque sólo los fines de semana. 
| Línea MD | Trenes | Origen/Destino          |  | Destino/Origen      |
| -------- | ------ | ----------------------- |  | ------------------- |
|          | MD     | Zafra                   |  | Huelva              |
|          | MD     | Madrid-Atocha Cercanías |  | Sevilla-Santa Justa |